# یوکو ایشینو
یوکو ایشینو (انگلیسی: Yōko Ishino; ۲۰ فوریهٔ ۱۹۶۸ – ) بازیگر، و شخصیت‌های تلویزیونی در ژاپن اهل ژاپن بود.